# Liceo Arturo Alessandri Palma
El Liceo Arturo Alessandri Palma (también conocido por su código, Liceo A-12) es un establecimiento educacional municipalizado de enseñanza básica y media, se encuentra ubicado en la Comuna de Providencia, específicamente en Av. General Bustamante 443.
Éste se encuentra dentro de los mejores liceos municipalizados del país, formando parte del grupo de liceos municipales de Chile que obtienen resultados sobresalientes, en la Prueba de Selección Universitaria (PSU) y la prueba SIMCE.
Es sello distintivo de la institución los valores que guiaron el proceder de don Arturo Alessandri Palma. Hombre de carácter emprendedor tuvo siempre como principios el esfuerzo, el sacrificio y la dignidad que marca al hombre que ha cumplido con su deber. Los Padres Franceses le inculcaron la moralidad y disciplina, así como una sólida formación académica que es el fundamento en que basa sus decisiones un hombre de carácter. Estos valores se hacen realidad en la formación que el liceo intenta brindar, día a día, a sus alumnos: respeto, responsabilidad, perseverancia y laboriosidad son claves importantes en nuestro proyecto educativo. Guían esta labor la visión de la educación pública que tenía don Arturo Alessandri Palma.
Este liceo cuenta con la característica de tener entre sus exalumnos, a los que más tarde, se convertirían en importantes partidarios de la Izquierda Cristiana, el Partido Socialista y el Partido Demócrata Cristiano, siendo estos partidos y otros, el origen de lo que más tarde se convertiría en la Concertación de Partidos por la Democracia, conglomerado que gobernó Chile de 1990 hasta el 2010. 
En este mismo sentido, existe un documental realizado por autores independientes llamado "actores secundarios" en donde se afirma la importancia del Liceo Arturo Alessandri Palma, y su papel como uno de los lugares en que se gestó la democracia en Chile durante la Dictadura Militar, en el tema de las movilizaciones estudiantiles a nivel nacional, puesto que en éste, en el año 1985 ocurre una "Toma" en el establecimiento en protesta por el inminente proceso de "municipalización" de la educación chilena, proceso que llevaba adelante la dictadura de aquella época y que consistía en entregar por parte del Estado a los Municipios la gestión y administración de los establecimientos educacionales.

## Historia
El Liceo Polivalente “Arturo Alessandri Palma” (Aº-12) nace el 1 de febrero de 1952, durante la administración del Presidente Gabriel González Videla.
En los archivos se lee:
“Créase a contar del 1º de marzo del año en curso un liceo de categoría común, con el régimen de coeducación mientras las necesidades del servicio así lo exijan, en la comuna de Santiago, el cual se denominará Liceo de Hombres Nº 8 de Santiago.”
El Liceo comienza sus funciones el 4 de julio de 1952 en una casona ubicada en la Av. Vicuña Mackenna, luego, sería hasta varios años más tarde, con motivo de la construcción de la actual calle Curicó, cuando se traslada a las actuales dependencias ubicadas en la Av. General Bustamante 443 esquina Av. Santa Isabel.
En 1957, el presidente Carlos Ibáñez del Campo decide honrar la memoria y las obras de don Arturo Alessandri Palma y mediante el Decreto Nº 6742 el Liceo N° 8 de Hombres de Santiago cambio su nombre a Liceo N.º 8 "Arturo Alessandri Palma".
En 1958 el Liceo Arturo Alessandri Palma deja de ser coeducacional y en las primeras dependencias comienza sus labores el Liceo de Niñas Nº 12.
En 1982 el Liceo pasó a ser administrado por la Ilustre Municipalidad de Providencia a través de la Corporación de Desarrollo Social. Bajo su alero se han asumido importantes desafíos como la conformación de la especialidad de Gastronomía, oferta educacional en la modalidad técnico-profesional que le ha valido la denominación de Liceo Polivalente.
Desde el año 1980 el Liceo tenía en sus dependencias a alumnos de ambos sexos, hasta que después de la denominada "Toma del 12" en 1985 se toma la determinación que el Liceo Arturo Alessandri Palma vuelva a ser solo de hombres, siendo el mismo año, el último en admitir mujeres.
En el año 1985 se sucede en el liceo la mítica Toma del 12 bajo la coordinación del Comité PRO-FESES, en protesta en contra del proceso de "municipalización" de la educación chilena y exigiendo la democratización de los centros de alumnos. Este hecho quedaría marcado como un hito entre una parte de la generación joven de los años 80, se constituyó como una de las expresiones estudiantiles de mayor impacto durante el régimen militar, años más tarde quedaría retratado en el documental Actores secundarios donde la historia gira en torno a este suceso y a la expulsión de unos alumnos que el año 2003 recrearían este hecho.
En 1997, el liceo incorpora el sistema de Jornada Escolar Completa Diurna, en el marco de la Reforma del sistema educativo, desafío no exento de dificultades.
En el año 2005 ganó el 1º lugar del concurso de "Economía + Cerca" en el cual participaban los mejores liceos del país.
En el año 2006, en el marco de la Revolución pingüina estudiantes del liceo participan en el movimiento secundario que exigía como objetivo principal la derogación de la LOCE Ley Orgánica Constitucional de Enseñanza. Además en este liceo se registraría el primer estudiante accidentado durante esta movilización.
En el 2008, el liceo se integró al grupo de liceos con excelencia académica, siendo esto toda una proeza si se considera que este establecimiento no tiene la selección elitista como el Instituto Nacional o Liceo José Victorino Lastarria que integran ese sitial.
En el año 2011, el liceo es partícipe activo de la Movilización estudiantil en Chile de 2011, manteniendo sus dependencias tomadas por algo más de 7 meses, siendo entregado el 24 de enero de 2012 de manera simbólica a la UNESCO, a la larga se convirtió en la toma más extensa de un establecimiento educacional en la historia de Chile, esta arrastraría un nuevo conflicto para el siguiente año, dada la expulsión de 52 alumnos por su participación en dicha movilización.
El año 2012 estaría marcado por las réplicas de la 'movilización estudiantil' del año anterior, los 52 alumnos expulsados harían sentir su malestar por esta decisión y por la demora de la apelación de un recurso de protección puesto en la Corte Suprema de Chile, con diversas manifestaciones desde el inicio del año escolar y con las primeras 'tomas' del año de breve duración, las cuales tendrían un resultado positivo para los estudiantes expulsados, ya que la Corte Suprema calificó la medida como 'ilegal y discriminatoria. También se viviría la segunda parte de la 'movilización estudiantil' siendo otra vez un activo partícipe en una constante situación de 'tomas' y 'desalojos', lo que a la larga originaría una división entre la interna del liceo.
En el mes de julio del mismo año, debido al fin de su edad laboral y posterior jubilación, con largos años de servicio al liceo, el profesor Julio Cornejo se retira con honores entre el alumnado y sus pares.
A inicios del 2013, luego de 27 años en la dirección del liceo, la Srta. Enna María Parada Cortéz termina su mandato, debido al fin de su edad laboral, tras la elección de la Alta Dirección Pública asumiría el Sr. René Sporman Bustamante, quien sería presentado a la comunidad educativa en la 'Ceremonia de Inicio del año escolar' realizada el día 13 de marzo dirigida por la alcaldesa de Providencia Josefa Errázuriz.
Durante los meses de mayo y septiembre del año 2013, bajo el marco del programa 'Obras Para una Educación de Calidad' del Ministerio de Educación se reparó la infraestructura de las dependencias del establecimiento educacional, entre ellos, el cambio de ventanales, pintura exterior de todo el establecimiento, techumbre y otras mejoras de infraestructura.
Muchas son las huellas que han dejado los exalumnos en este liceo, huellas que los alumnos cuentan, que también deben dejar, tradiciones que los llevan a ser mejores. De los exalumnos se pueden mencionar a tres que han pasado gran parte su vida en este liceo, los señores Julio Cornejo , Luis Quinteros y Marcelo Esquivel primero como estudiantes después como profesores, principales encargados de contar la historia Alessandrina.
Es sello distintivo de la institución los valores que guiaron el proceder de don Arturo Alessandri Palma. Hombre de carácter emprendedor tuvo siempre como principios el esfuerzo, el sacrificio y la dignidad que marca al hombre que ha cumplido con su deber. Los Padres Franceses le inculcaron la moralidad y disciplina, así como una sólida formación académica que es el fundamento en que basa sus decisiones un hombre de carácter. Estos valores se hacen realidad en la formación que el liceo intenta brindar, día a día, a sus alumnos: respeto, responsabilidad, perseverancia y laboriosidad son claves importantes en nuestro proyecto educativo. Guían nuestra labor la visión de la educación pública que tenía don Arturo Alessandri Palma.
A partir del año 2017 tras negociaciones de los propios alumnos, autoridades del establecimiento y el municipio se decide pasar a la enseñanza mixta a partir de marzo de 2018. 
“...el estudio, el trabajo y la honradez abren camino en la vida a todas las distinciones y al máximo de felicidades que es posible alcanzar en la tierra.”

## Resultados
| Año  | Resultado | Ranking |
| ---- | --------- | ------- |
| 2012 | 567,25    | 466     |
| 2013 | 572,66    | 444     |
| 2020 | 520,1     | 556,4   |

## Centro de Estudiantes
El Centro de Estudiantes (CELAAP) es el organismo de representación de todo el estudiantado.
La mesa directiva al año 2021 es la siguiente:
- Presidente:
- Vicepresidente:
- Secretario Ejecutivo:
- Secretaria de Actas:
- Secretaria de Finanzas:
- Jefe de Departamentos:

## Ex - Centro de Estudiantes
La mesa directiva año 2020 es la siguiente:
No hubo centro de estudiantes debido a contingencia por pandemia. Codecu atendió las demandas estudiantiles.
La mesa directiva año 2019 es la siguiente:
- Presidente: Sebastián Villacura
- Vicepresidente: Vicente Rojas Seguel
- Secretario Ejecutivo: Diego Cerda
- Secretario de Actas: Fernanda Muñoz
- Secretario de Finanzas: Catalina Robles
- Encargada de Departamentos: Camila Jara

La mesa directiva año 2018 es la siguiente:
- Presidente: Cristóbal Soto González
- Secretario Ejecutivo: Nicolás Arias
- Secretario de Actas: Paul Carmona
- Secretario de Finanzas: Felipe Díaz
- Vicepresidente: Aníbal Donoso

Mesa Directiva Año 2017
- Presidente: Cristóbal Muñoz
- Vicepresidente: Francisco Meza
- Secretario Actas: Tomas de la jara
- Secretario Finanzas: Benjamin Casas Cordero

Mesa Directiva Año 2016
- Presidente: Gerardo Garrido Caniucura
- Secretario Ejecutivo: Miguel Broudissond Valenzuela
- Secretario de Actas: Cristóbal Jauregui
- Vicepresidente: Fernando Ortega Avalos
- Secretario de Finanzas: Jeremmy Carrasco

Mesa Directiva Año 2015
- Presidente: Frederik Zilcher González
- Secretario de Finanzas: Ignacio Jara Bravo
- Vicepresidente Externo: Gerardo Garrido Caniucura
- Secretario Ejecutivo: Bastián Morales Pineida
- Secretario de Actas: Fabián Fernández Morales
- Vicepresidente Interno: Edson Espinoza Marileo